# Adolf Zotzmann
Adolf Zotzmann (* 30. Juli 1912 in Hamburg; † 26. September 1989 in Recklinghausen) war ein deutscher Bühnentechniker.
Adolf Zotzmann war lange Zeit als Technischer Leiter der Ruhrfestspiele in Recklinghausen tätig. Daneben war er für viele Theaterneubauten und Theaterumbauten nach dem Zweiten Weltkrieg als Bühnentechnikplaner hauptsächlich in Europa aktiv.
Neben vielen Auszeichnungen war er auch Träger des Linnebach-Ringes, die höchste deutsche Bühnentechnikerauszeichnung, verliehen durch die Deutsche Theatertechnische Gesellschaft.

## Ausgeführte Projekte
- 1945–1960: Thalia Theater Hamburg – Wiederaufbau
- 1949–1965: Niedersächsisches Staatstheater Hannover – Oper
- 1950–1975: Stadttheater Kiel – Wiederaufbau
- 1955–1956: Städtische Bühnen Münster
- 1955–1958: Stadttheater Lünen
- 1956–1959: Musiktheater im Revier Gelsenkirchen
- 1960–1962: Bühnen der Stadt Köln – Schauspiel
- 1960–1965: Haus der Ruhrfestspiele Recklinghausen
- 1961–1963: Städtische Bühnen Krefeld
- 1961–1965: Theater der Stadt Bonn
- 1962–1964: Theater der Stadt Trier
- 1964–1966: Wuppertaler Bühnen – Schauspielhaus
- 1964–1968: Stadttheater St. Gallen (CH)
- 1965–1969: Stadttheater Rüsselsheim
- 1969–1973: Landestheater Darmstadt

## Entwürfe
- 1952: Bühnen der Stadt Köln – Oper
- 1958: Nationaltheater München
- 1965: Stadttheater Konstanz

## Schriften
- Das Bühnenhaus in Theaterbau – Aufgabe und Planung von Gerhard Graubner. Callwey Verlag München 1968
- Technologien für Versammlungsstätten. Technische Planung und Mitwirkung Recklinghausen 1978